# Fußballclub Carl Zeiss Jena 2000-2001
Questa voce raccoglie le informazioni riguardanti il Fußballclub Carl Zeiss Jena nelle competizioni ufficiali della stagione 2000-2001.

## Stagione
Nella stagione 2000-2001 il Carl Zeiss Jena, allenato da Slavko Petrović, concluse il campionato di Regionalliga sud al 18º posto e fu retrocesso in Oberliga.

## Rosa
| N. |                       | Ruolo | Calciatore        |
| -- | --------------------- | ----- | ----------------- |
| 4  | Gambia (bandiera)     | D     | Timo Uster        |
| 11 | Serbia (bandiera)     | A     | Aleksandar Jović  |
| 24 | Serbia (bandiera)     | D     | Zoran Šaraba      |
|    | Germania (bandiera)   | P     | Roman Görtz       |
|    | Germania (bandiera)   | P     | Michael Kraft     |
|    | Slovacchia (bandiera) | P     | Svetozar Okrucky  |
|    | Germania (bandiera)   | D     | Dirk Böcker       |
|    | Polonia (bandiera)    | D     | Krzysztof Kowalik |
|    | Montenegro (bandiera) | D     | Dejan Raičković   |
|    | Germania (bandiera)   | D     | Marcel Rapp       |
|    | Germania (bandiera)   | D     | Frank Schön       |
|    | Germania (bandiera)   | C     | Sebastian Barich  |
|    | Germania (bandiera)   | C     | Frank Berger      |
|    | Germania (bandiera)   | C     | Christian Hauser  |
|    | Germania (bandiera)   | C     | Dirk Hempel       |

| N. |                        | Ruolo | Calciatore          |
| -- | ---------------------- | ----- | ------------------- |
|    | Germania (bandiera)    | C     | Sven Kaiser         |
|    | Germania (bandiera)    | C     | Niels Mackel        |
|    | Germania (bandiera)    | C     | Nico Quade          |
|    | Lituania (bandiera)    | C     | Gediminas Sugzda    |
|    | Germania (bandiera)    | C     | Stefan Treitl       |
|    | Germania (bandiera)    | A     | Rico Hanke          |
|    | Serbia (bandiera)      | A     | Miroslav Jović      |
|    | Germania (bandiera)    | A     | Boris Kalff         |
|    | Germania (bandiera)    | A     | Tobias Kurbjuweit   |
|    | Germania (bandiera)    | A     | Holger Lischke      |
|    | Stati Uniti (bandiera) | A     | Michael Mason       |
|    | Germania (bandiera)    | A     | Jörg Nowotny        |
|    | Germania (bandiera)    | A     | Andreas Schwesinger |
|    | Germania (bandiera)    | A     | Stefan Winterkorn   |

## Organigramma societario
Area tecnica
- Allenatore: Slavko Petrović, Thomas Vogel
- Allenatore in seconda: Mario Röser
- Preparatore dei portieri:
- Preparatori atletici:
- Analisi video:

## Calciomercato

### Sessione estiva
| Acquisti | Acquisti       | Acquisti               | Acquisti |
| R.       | Nome           | da                     | Modalità |
| -------- | -------------- | ---------------------- | -------- |
| C        | Zlatko Bijelić | Vukovar                |          |
| P        | Roman Görtz    | TeBe Berlino           |          |
| A        | Rico Hanke     | Dinamo Dresda          |          |
| A        | Miroslav Jović | Energie Cottbus        |          |
| P        | Michael Kraft  | Gütersloh              |          |
| C        | Niels Mackel   | Eintracht Braunschweig |          |
| C        | Madrin Piegzik | Borussia Fulda         |          |
| A        | Zeljko Polak   | Rad Belgrado           |          |
| D        | Zoran Šaraba   | Kavala                 |          |
| D        | Timo Uster     | Meppen                 |          |

| Cessioni | Cessioni          | Cessioni                | Cessioni |
| R.       | Nome              | a                       | Modalità |
| -------- | ----------------- | ----------------------- | -------- |
| A        | Krzystof Benedyk  | Stal Stalowa Wola       |          |
| D        | Tino Findeisen    | Chemnitz                |          |
| D        | Tobias Friedrich  | Rot-Weiß Erfurt         |          |
| C        | Roman Hanuš       | 1. HFK Olomouc          |          |
| C        | Sebastian Hartung | Rot-Weiß Erfurt         |          |
| D        | Stefan Kaschuba   | VfL Halle 1896          |          |
| P        | Axel Keller       | Monaco 1860 II          |          |
| D        | Eric Noll         | Monaco 1860 II          |          |
| A        | Thomas Nowacki    | Holstein Kiel           |          |
| A        | Heiko Weber       | FC Thüringen Weida      |          |
| P        | Jens Weißgärber   | Eintracht Sondershausen |          |

### Sessione invernale
| Acquisti | Acquisti         | Acquisti      | Acquisti |
| R.       | Nome             | da            | Modalità |
| -------- | ---------------- | ------------- | -------- |
| D        | Dirk Böcker      | LR Ahlen      |          |
| P        | Svetozar Okrucky | Dubnica       |          |
| D        | Marcel Rapp      | RW Oberhausen |          |

| Cessioni | Cessioni       | Cessioni       | Cessioni |
| R.       | Nome           | a              | Modalità |
| -------- | -------------- | -------------- | -------- |
| C        | Zlatko Bijelić | Rotenburger SV |          |
| C        | Madrin Piegzik | BFC Dynamo     |          |
| A        | Zeljko Polak   | Rad Belgrado   |          |

## Risultati

### Regionalliga

#### Girone di andata
| Arbitro: | Lippus |

|           |           |  |
| Czakon 5’ | Marcatori |  |

| Arbitro: | Stark |

|                                            |           |                              |
| Jović 32’ Schön 35’ Schwesinger 63’ (rig.) | Marcatori | 42’ (aut.) Schön 74’ Evandro |

| Arbitro: | Kiefer |

|                          |           |           |
| Frühbeis 13’ Lützler 55’ | Marcatori | 49’ Hanke |

| Arbitro: | Schmidt |

|                       |           |  |
| Sugzda 38’ Hempel 70’ | Marcatori |  |

| Arbitro: | Trautmann |

|            |           |           |
| de Wit 36’ | Marcatori | 34’ Jović |

| Jena 1º settembre 2000, ore 19:00 CEST 6ª giornata | Carl Zeiss Jena | 0 – 0 referto | Rot-Weiß Erfurt | Ernst-Abbe-Sportfeld (10 142 spett.)\| Arbitro: \| Sippel \| |
| Arbitro:                                           | Sippel          |               |                 |                                                              |

| Arbitro: | Ortola-Knopp |

|                                      |           |                |
| Diarra 18’ Göktan 55’ Hargreaves 60’ | Marcatori | 87’, 89’ Jović |

| Arbitro: | Pickel |

|  |           |          |
|  | Marcatori | 5’ Petry |

| Arbitro: | Welz |

|                                  |           |  |
| Hleb 67’ Vaccaro 75’ Tiffert 80’ | Marcatori |  |

| Jena 30 settembre 2000, ore 14:00 CEST 10ª giornata | Carl Zeiss Jena | 0 – 0 referto | Kickers Offenbach | Ernst-Abbe-Sportfeld (3 120 spett.)\| Arbitro: \| Haupt \| |
| Arbitro:                                            | Haupt           |               |                   |                                                            |

| Arbitro: | Schiffner |

|                                     |           |  |
| Agu 37’ Stockmann 62’ Galuschka 84’ | Marcatori |  |

| Arbitro: | Fleischer |

|           |           |                                     |
| Uster 60’ | Marcatori | 17’ Hillebrand 66’ Rogosic 83’ Okic |

| Arbitro: | Hofmann |

|                           |           |                     |
| Naciri 40’, 87’ Sauer 76’ | Marcatori | 20’ Mason 35’ Jović |

| Arbitro: | Steinborn |

|           |           |  |
| Jović 22’ | Marcatori |  |

| Arbitro: | Bauer |

|                   |           |                     |
| Płatek 78’ (rig.) | Marcatori | 64’ Jović 88’ Jović |

| Arbitro: | Kircher |

|                                       |           |  |
| Fuchs 22’, 89’ Ollhoff 29’ Holzer 75’ | Marcatori |  |

| Arbitro: | Raquet |

|  |           |             |
|  | Marcatori | 84’ Nagorny |

#### Girone di ritorno
| Arbitro: | Kristek |

|                                         |           |  |
| Jović 1’, 54’ Mason 21’, 24’ Hempel 60’ | Marcatori |  |

| Arbitro: | Friedrichs |

|                                 |           |               |
| Hohmann 21’ Nagy 37’ Wagner 60’ | Marcatori | 69’ Raičković |

| Arbitro: | Kircher |

|          |           |                         |
| Jović 3’ | Marcatori | 23’ Berger 73’ Frühbeis |

| Arbitro: | Göbel |

|                      |           |                            |
| Seufert 79’ Holm 90’ | Marcatori | 4’ (rig.) Šaraba 45’ Jović |

| Arbitro: | Maier |

|  |           |            |
|  | Marcatori | 85’ Keller |

| Erfurt 10 marzo 2001, ore 14:00 CET 23ª giornata | Rot-Weiß Erfurt | 0 – 0 referto | Carl Zeiss Jena | Steigerwaldstadion (9 800 spett.)\| Arbitro: \| Fandel \| |
| Arbitro:                                         | Fandel          |               |                 |                                                           |

| Arbitro: | Gruse |

|                 |           |            |
| Schwesinger 42’ | Marcatori | 83’ Göktan |

| Arbitro: | Walz |

|                           |           |  |
| Bodenstein 20’ Dzihic 24’ | Marcatori |  |

| Arbitro: | Hofmann |

|           |           |                 |
| Mason 59’ | Marcatori | 70’, 73’ Adrion |

| Arbitro: | Stark |

|                                       |           |           |
| Binz 16’ Würll 21’, 59’ Schindler 81’ | Marcatori | 23’ Mason |

| Arbitro: | Kiefer |

|                                |           |          |
| Treitl 60’ Mason 61’ Jović 64’ | Marcatori | 82’ Tuma |

| Arbitro: | Edinger |

|             |           |           |
| Oelkuch 72’ | Marcatori | 23’ Mason |

| Arbitro: | Friedrichs |

|                       |           |                            |
| Böcker 46’ Sugzda 77’ | Marcatori | 21’ Gisinger 63’ Amstätter |

| Arbitro: | Greipl |

|                         |           |           |
| Barlecaj 12’ Magdic 33’ | Marcatori | 45’ Jović |

| Arbitro: | Sahler |

|                   |           |                                     |
| Böcker 53’ (rig.) | Marcatori | 31’ van Buskirk 42’ Kotula 44’ Hasa |

| Arbitro: | Kristek |

|                   |           |                        |
| Böcker 83’ (rig.) | Marcatori | 17’ Fröhlich 79’ Fuchs |

| Arbitro: | Schiffner |

|                |           |                           |
| Rothenbach 70’ | Marcatori | 53’ Böcker 59’, 83’ Jović |

## Statistiche

### Statistiche di squadra
| Competizione     | Punti | In casa | In casa | In casa | In casa | In casa | In casa | In trasferta | In trasferta | In trasferta | In trasferta | In trasferta | In trasferta | Totale | Totale | Totale | Totale | Totale | Totale | DR  |
| Competizione     | Punti | G       | V       | N       | P       | Gf      | Gs      | G            | V            | N            | P            | Gf           | Gs           | G      | V      | N      | P      | Gf     | Gs     | DR  |
| ---------------- | ----- | ------- | ------- | ------- | ------- | ------- | ------- | ------------ | ------------ | ------------ | ------------ | ------------ | ------------ | ------ | ------ | ------ | ------ | ------ | ------ | --- |
| Regionalliga sud | 29    | 17      | 5       | 4       | 8       | 22      | 21      | 17           | 2            | 4            | 11           | 17           | 36           | 34     | 7      | 8      | 19     | 39     | 57     | -18 |
| Totale           | 29    | 17      | 5       | 4       | 8       | 22      | 21      | 17           | 2            | 4            | 11           | 17           | 36           | 34     | 7      | 8      | 19     | 39     | 57     | -18 |

### Andamento in campionato
| Giornata  | 1  | 2 | 3  | 4 | 5 | 6 | 7  | 8  | 9  | 10 | 11 | 12 | 13 | 14 | 15 | 16 | 17 | 18 | 19 | 20 | 21 | 22 | 23 | 24 | 25 | 26 | 27 | 28 | 29 | 30 | 31 | 32 | 33 | 34 |
| --------- | -- | - | -- | - | - | - | -- | -- | -- | -- | -- | -- | -- | -- | -- | -- | -- | -- | -- | -- | -- | -- | -- | -- | -- | -- | -- | -- | -- | -- | -- | -- | -- | -- |
| Luogo     | T  | C | T  | C | T | C | T  | C  | T  | C  | T  | C  | T  | C  | T  | T  | C  | C  | T  | C  | T  | C  | T  | C  | T  | C  | T  | C  | T  | C  | T  | C  | C  | T  |
| Risultato | P  | V | P  | V | N | N | P  | P  | P  | N  | P  | P  | P  | V  | V  | P  | P  | V  | P  | P  | N  | P  | N  | N  | P  | P  | P  | V  | N  | N  | P  | P  | P  | V  |
| Posizione | 15 | 7 | 12 | 7 | 9 | 7 | 11 | 14 | 17 | 16 | 17 | 17 | 18 | 17 | 14 | 16 | 16 | 15 | 17 | 17 | 17 | 18 | 18 | 17 | 18 | 18 | 18 | 18 | 18 | 18 | 18 | 18 | 18 | 18 |

Legenda:

Luogo: C = Casa; T = Trasferta. Risultato: V = Vittoria; N = Pareggio; P = Sconfitta.

### Statistiche dei giocatori
| S. Barich      | 16 | 0 | 1  | 1 |
| F. Berger      | 0  | 0 | 0  | 0 |
| Z. Bijelić     | 6  | 0 | 0  | 0 |
| D. Böcker      | 14 | 4 | 6  | 0 |
| R. Görtz       | 19 | 0 | 2  | 0 |
| R. Hanke       | 7  | 1 | 0  | 0 |
| C. Hauser      | 31 | 0 | 5  | 0 |
| D. Hempel      | 30 | 2 | 10 | 1 |
| A. Jović       | 29 | 9 | 9  | 1 |
| M. Jović       | 30 | 7 | 5  | 0 |
| S. Kaiser      | 0  | 0 | 0  | 0 |
| B. Kalff       | 3  | 0 | 0  | 0 |
| K. Kowalik     | 24 | 0 | 5  | 1 |
| M. Kraft       | 1  | 0 | 0  | 0 |
| T. Kurbjuweit  | 18 | 0 | 2  | 0 |
| H. Lischke     | 15 | 0 | 1  | 0 |
| N. Mackel      | 20 | 0 | 7  | 0 |
| M. Mason       | 26 | 7 | 6  | 1 |
| J. Nowotny     | 8  | 0 | 1  | 0 |
| S. Okrucky     | 14 | 0 | 0  | 0 |
| M. Piegzik     | 3  | 0 | 1  | 0 |
| Z. Polak       | 1  | 0 | 0  | 0 |
| N. Quade       | 2  | 0 | 0  | 0 |
| D. Raičković   | 20 | 1 | 3  | 1 |
| M. Rapp        | 3  | 0 | 0  | 0 |
| A. Schwesinger | 15 | 2 | 1  | 1 |
| F. Schön       | 7  | 1 | 3  | 0 |
| G. Sugzda      | 29 | 2 | 10 | 1 |
| S. Treitl      | 16 | 1 | 1  | 0 |
| T. Uster       | 33 | 1 | 3  | 0 |
| S. Winterkorn  | 2  | 0 | 0  | 0 |
| Z. Šaraba      | 24 | 1 | 5  | 0 |